# Lockheed P-7
Die Lockheed P-7 war das Projekt eines viermotorigen Seeaufklärers des US-amerikanischen Herstellers Lockheed. Geplant war sie als Nachfolgemodell für die P-3 Orion; die Entwicklung wurde schließlich aus Kostengründen eingestellt.

## Geschichte
Mitte der 1980er Jahre begann die US Navy mit der Suche eines Nachfolgers für die zu dieser Zeit im Einsatz befindliche P-3 Orion. Im Jahre 1988 wurde Lockheed mit der Entwicklung eines Nachfolgemusters auf Basis der P-3 Orion beauftragt.
Da die P-3 Orion aufgrund von nachgerüsteten Systemen während ihrer Nutzungszeit immer schwerer geworden war und deshalb ihre ursprünglichen Leistungen (Reichweite, Steigleistung usw.) teilweise eingebüßt hatte, sollte der neue Seeaufklärer größer werden. Außerdem sollten weitere Fähigkeiten zur Bekämpfung von U-Booten zur Verfügung gestellt werden.
Lockheed erhielt im Januar 1989 den Auftrag zum Bau von zwei Prototypen, musste jedoch schon bald Probleme mit der Konstruktion und eine Kostenüberschreitung von ca. 300 Mio. US-Dollar einräumen. Daraufhin verfügte die US Navy im Juli 1990 die Einstellung der Entwicklung.

## Technische Daten
| Kenngröße            | Daten                                 |
| -------------------- | ------------------------------------- |
| Besatzung            | 13+                                   |
| Länge                | 34,35 m                               |
| Spannweite           | 32,49 m                               |
| Höhe                 | 10,04 m                               |
| Flügelfläche         | 133,7 m²                              |
| Flügelstreckung      | 7,9                                   |
| Leermasse            | 47.627 kg                             |
| Startmasse           | 77.700 kg                             |
| Reisegeschwindigkeit | 660 km/h (360 kts)                    |
| Reichweite           | 3.900 km                              |
| Triebwerke           | vier General Electric T407 (4.475 kW) |